# Just Jug
Just Jug è un album live di Gene Ammons, pubblicato dalla Argo Records nel 1962. I brani furono registrati dal vivo il 29 agosto 1961 al D.J. Lounge di Chicago (Illinois). Nel 1967 la Prestige Records ristampò il disco con il titolo di Live! in Chicago, mentre nel 1989 sia la stessa Prestige sia la Original Jazz Classics Records pubblicarono
su CD lo stesso disco (Live! in Chicago) con due brani bonus aggiunti.

## Tracce
Lato A
1. Scrapple from the Apple – 5:10 (Charlie Parker)
2. Falling in Love with Love – 4:33 (Richard Rodgers, Lorenz Hart)
3. Please Send Me Someone to Love – 4:33 (Percy Mayfield)
4. Sweet Georgia Brown – 4:15 (Maceo Pinkard, Ben Bernie, Kenneth Casey)

Lato B
1. It Could Happen to You – 4:18 (Johnny Burke, James Van Heusen)
2. Foot Tappin' – 6:40 (Gene Ammons)
3. P.M.- A.M. (Jug's Blue Blues) – 5:28 (Gene Ammons)
4. Fast Track – 3:53 (Gene Ammons)

Edizione CD del 1989, pubblicato dalla Original Jazz Classics Records 395-2
1. Scrapple from the Apple – 4:59 (Charlie Parker)
2. Falling in Love with Love – 4:35 (Richard Rodgers, Lorenz Hart)
3. Please Send Me Someone to Love – 4:59 (Percy Mayfield)
4. Sweet Georgia Brown – 4:18 (Maceo Pinkard, Ben Bernie, Kenneth Casey)
5. It Could Happen to You – 4:17 (Johnny Burke, James Van Heusen)
6. Foot Tappin' – 6:42 (Gene Ammons)
7. Jug's Blue Blues – 5:30 (Gene Ammons)
8. Fast Track – 3:58 (Gene Ammons)
9. C Jam Blues – 7:59 (Barney Bigard, Duke Ellington) – Bonus Track
10. But Not for Me – 5:30 (George Gershwin, Ira Gershwin) – Bonus Track

## Musicisti
- Gene Ammons - sassofono tenore
- Eddie Buster - organo
- Gerald Donovan - batteria